# Chiyonofuji Mitsugu
Chiyonofuji Mitsugu (千代の富士 貢) (geboren als Mitsugu Akimoto (秋元 貢, Akimoto Mitsugu); Fukushima, 1 juni 1955 – 31 juli 2016) was een professioneel sumoworstelaar en de 58e yokozuna van deze sport. Hij was tevens primaire coach van Kokonoe stable. 

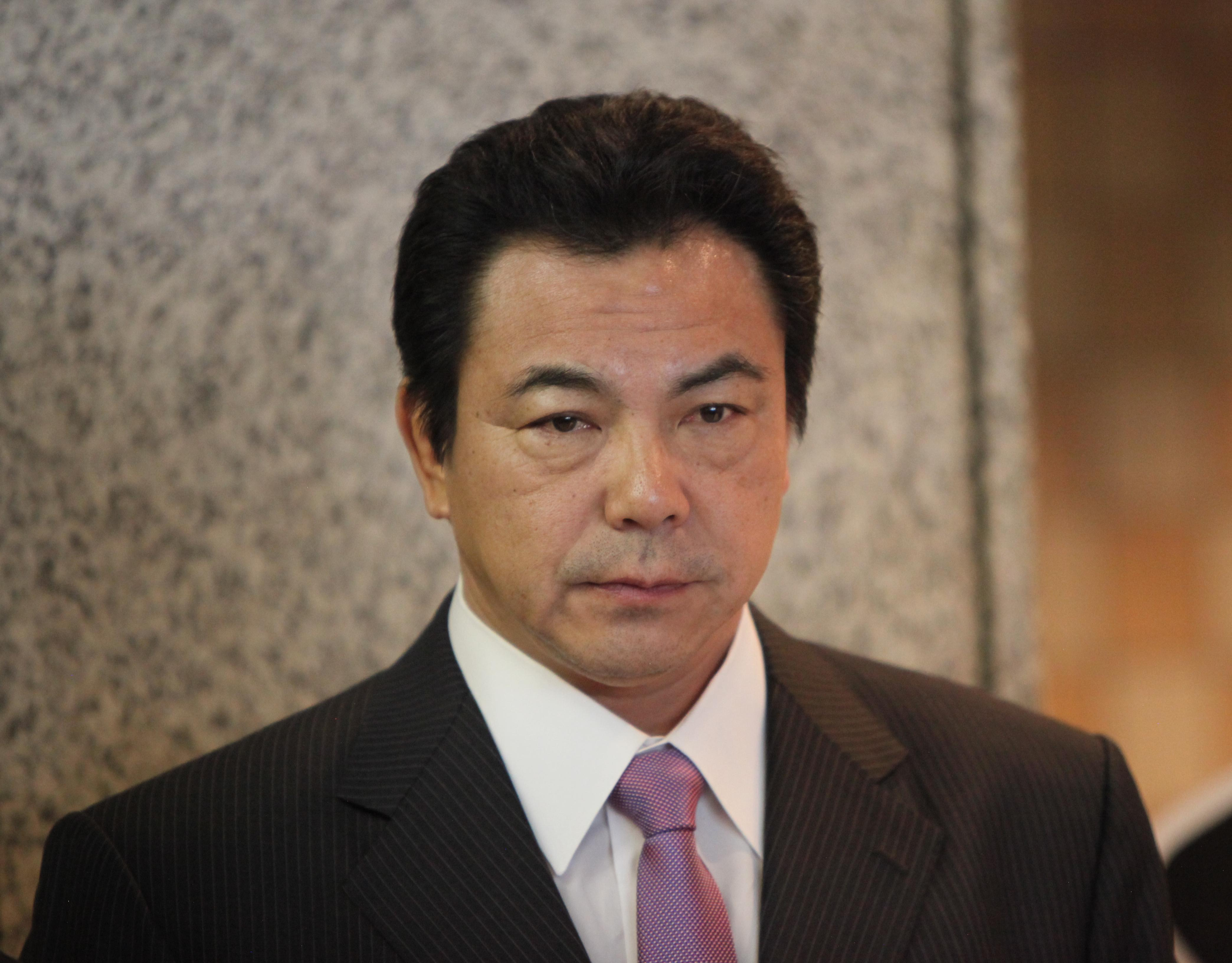
Chiyonofuji Mitsugu

Chiyonofuji staat bekend als een van de grootste yokozuna van de recente tijd. Hij won 31 toernooien. Hij viel vooral op door de relatief lange periode dat hij aan de top wist te blijven van de sumosport.